# Ітісе Нана
Ітісе Нана (яп. 市瀬 菜々; нар. 4 серпня 1997) — японська футболістка. Вона грала за збірну Японії.

## Клубна кар'єра
У 2016 році дебютувала в «Минаві Веґальта Сендай».

## Кар'єра в збірній
Дебютувала у збірній Японії 9 квітня 2017 року в поєдинку проти Коста-Рики. У складі японської збірної учасниця жіночого чемпіонату світу 2019 року. З 2017 рік зіграла 19 матчів в національній збірній.

## Статистика виступів
| Збірна Японії | Збірна Японії | Збірна Японії |
| Рік           | Матчі         | Голи          |
| ------------- | ------------- | ------------- |
| 2017          | 6             | 0             |
| 2018          | 9             | 0             |
| 2019          | 4             | 0             |
| Загалом       | 19            | 0             |